# La Tendresse des loups
Pour plus de détails, voir Fiche technique et Distribution.
La Tendresse des loups (allemand : Die Zärtlichkeit der Wölfe) est un film allemand d'Ulli Lommel, sorti en 1973.
Inspiré des crimes du tueur en série cannibale Fritz Haarmann, ce film raconte son histoire, celle d'un tueur de jeunes hommes qui se sert de sa position d'indic pour violer et tuer de jeunes garçons. Le film, sorti en 1973 et réalisé par Ulli Lommel, fut produit par Rainer Werner Fassbinder. Il s'agit du second film en tant que réalisateur de l'acteur fétiche de Fassbinder. Le film fut présenté au vingt-troisième festival du film de Berlin.

## Synopsis
L'action se déroule dans une Allemagne de Weimar, déchirée par la guerre, de Hanovre aux territoires occupés de la Ruhr. Fritz Haarman a été engagé par la police comme indic du fait de sa connaissance du milieu de la pègre. Au même moment, une étrange série de meurtres de jeunes hommes commence. Les policiers ne se doutent pas que le tueur travaille en fait avec eux. Pire encore, ils ignorent que Fritz Haarmann se sert de sa position pour attirer de nouvelles proies. Il se présente, en effet, en tant que commissaire à ses victimes, lui permettant de les enfermer dans son appartement. Il tue ses victimes à la manière de Dracula, par une morsure dans le cou, suçant leur sang avant de transformer leurs restes en charcuterie. Le produit de son crime est alors vendu à des individus louches qui les revendent à leur tour à leurs clients, lesquels ne se doutent pas de la composition de leur repas. Le tueur aura le temps d'assassiner quarante jeunes hommes avant d'être appréhendé par son officier traitant, l'inspecteur Braun.

## Distribution
- Kurt Raab : Fritz Haarmann
- Jeff Roden : Hans Grans
- Margit Carstensen : Madame Lindner
- Ingrid Caven : Dora
- Wolfgang Schenck : Commissaire Braun
- Brigitte Mira : Louise Engel
- Rainer Hauer : Commissaire Müller
- Barbara Bertram : Elli
- Rainer Werner Fassbinder : Wittowski
- Heinrich Giskes : Lungis
- Friedrich Karl Praetorius : Kurt Fromm
- Karl von Liebezeit : Monsieur Engel
- Walter Kaltheuner : Cordonnier
- El Hedi ben Salem : Soldat français
- Rainer Will : Victime (en tant que Reiner Will)

## Autour du film
Le film a principalement été tourné à Gelsenkirchen, ainsi qu'à Gelsenkirchen-Neustadt, notamment dans la vieille gare, aujourd'hui détruite, la Wildenbruchplatz ou bien encore la Ottilienstraße.

## Référence au film
En 2020, le plasticien Claude Lévêque réalise l'installation La Tendresse des loups, au sein de l'église Saint-Joseph du Havre, en référence au film de Fassbinder.